# HMS Cleveland (L46)
HMS Cleveland (L46) là một tàu khu trục hộ tống lớp Hunt Kiểu I của Hải quân Hoàng gia Anh Quốc được hạ thủy và đưa ra phục vụ vào năm 1940. Nó đã hoạt động cho đến hết Chiến tranh Thế giới thứ hai, cho đến khi xuất biên chế năm 1945 và bị bán để tháo dỡ năm 1957.

## Thiết kế và chế tạo
Cleveland được đặt hàng cho hãng Yarrow Shipbuilders tại Glasgow, Scotland trong Chương trình Chế tạo 1939 và được đặt lườn vào ngày 7 tháng 7 năm 1939. Nó được hạ thủy vào ngày 24 tháng 4 năm 1940 và nhập biên chế vào ngày 18 tháng 9 năm 1940. Con tàu được cộng đồng dân cư Middlesbrough tại North Riding of Yorkshire đỡ đầu trong khuôn khổ cuộc vận động gây quỹ Tuần lễ Tàu chiến năm 1942.

## Lịch sử hoạt động
Cleveland đã phục vụ tài vùng biển nhà, Bắc Hải và eo biển Manche trong suốt những năm 1941-1942. Nó được cử sang phục vụ tại Địa Trung Hải vào tháng 4 năm 1943, và đã hoạt động trong các cuộc đổ bộ của lực lượng Đồng Minh trong các Chiến dịch Husky lên Sicily, Ý và Chiến dịch Avalanche lên Salerno. Trong năm 1944, nó lại được bố trí sang khu vực biển Aegean, Địa Trung Hải.
Vào ngày 29 tháng 9 năm 1945, Cleveland khởi hành từ Gibraltar để quay trở về Devonport, nơi nó được đưa về thành phần dự bị. Nó bị bán để tháo dỡ, nhưng đang khi được kéo đi Llanelly, Wales để tháo dỡ, nó đắm tại Llangennith, Glamorgan, Wales, trên bán đảo Gower gần Swanse vào ngày 28 tháng 6 năm 1957. Xác tàu đắm được tháo dỡ và phá hủy tại chỗ vào ngày 14 tháng 12 năm 1959.